# Josip Posavec
Josip Posavec, né le 10 mars 1996 à Varaždin en Croatie, est un footballeur croate qui évolue au poste de gardien de but à l'Aalborg BK.

## Biographie

### Carrière en club

#### Inter Zaprešić
Formé à l'Inter Zaprešić, Josip Posavec est d'abord la doublure du gardien n°1 de l'équipe première. Alors que son club se situe en deuxième division croate, il joue son premier match en professionnel le 19 mars 2014 contre le NK Croatia Sesvete (match nul 3-3). La saison suivante il est toujours remplaçant mais son équipe remonte en première division croate. Il joue son premier match dans l'élite le 10 juillet 2015 face au HNK Rijeka, lors de la saison 2015-2016. Ce jour-là les deux équipes font match nul (0-0).

#### US Palerme
Le 7 janvier 2016, Josip Posavec s'engage avec l'US Palerme durant le mercato hivernal. Il fait ses débuts en Serie A le 28 février 2016 lors d'un match nul face à Bologne FC (0-0).
Remplaçant jusque là, Posavec devient titulaire lors de la saison 2016-2017 en prenant part à 29 matchs, cependant son club est relégué en Serie B à l'issue de celle-ci.

#### Hajduk Split
Le 16 juillet 2018, Posavec est de retour en Croatie, prêté pour la saison 2018-2019 à Hajduk Split.
Le 7 juin 2019 est annoncé le transfert définitif du joueur à Hajduk Split, pour un contrat courant jusqu'en 2023.
En septembre 2021, Posavec se blesse à l'épaule et est absent pour plusieurs mois.

#### Aalborg BK
Le 21 juin 2022, Josip Posavec rejoint le Danemark pour s'engager en faveur de l'Aalborg BK pour un contrat de trois saisons. Il vient pour remplacer l'ancien titulaire au poste de gardien de but, Jacob Rinne, parti du club.

### Carrière en sélection nationale
Le 12 octobre 2015 Josip Posavec fête sa première sélection avec l'équipe de Croatie espoirs, en amical face à la Russie, où son équipe s'incline (3-4).
Il participe ensuite au championnat d'Europe espoirs 2019 organisé en Italie, où il officie comme gardien titulaire de la sélection croate.